# Теорема Бруна

Збіжність до константи Бруна.

Теорема Бруна — твердження, що сума чисел, обернених до чисел-близнюків (пар простих чисел, які відрізняються лише на 2) збігається до скінченного значення, відомого як стала Бруна, яку позначають як B2 (послідовність A065421 з Онлайн енциклопедії послідовностей цілих чисел, OEIS). Теорему 1919 року довів Віґґо Брун, і вона має історичне значення для методів решета.

## Асимптотичні границі чисел-близнюків
Збіжність суми чисел, обернених до чисел-близнюків, випливає з обмеженості щільності послідовності чисел-близнюків. Нехай {\displaystyle \pi _{2}(x)} означає число простих {\displaystyle p\leqslant x} чисел, для яких p + 2 теж є простим (тобто, {\displaystyle \pi _{2}(x)} є числом чисел-близнюків, що не перевершують x). Тоді для {\displaystyle x\geqslant 3} маємо
{\displaystyle \pi _{2}(x)=O\left({\frac {x(\log \log x)^{2}}{(\log x)^{2}}}\right).}
Тобто числа-близнюки рідкісніші в порівнянні з простими числами майже на логарифмічний множник. З цього обмеження випливає, що сума чисел, обернених до чисел-близнюків, збіжна, або, іншими словами, числа-близнюки утворюють малу множину. Сума в явному вигляді
{\displaystyle \sum \limits _{p\,:\,p+2\in \mathbb {P} }{\left({{\frac {1}{p}}+{\frac {1}{p+2}}}\right)}=\left({{\frac {1}{3}}+{\frac {1}{5}}}\right)+\left({{\frac {1}{5}}+{\frac {1}{7}}}\right)+\left({{\frac {1}{11}}+{\frac {1}{13}}}\right)+\cdots }
або має скінченне число членів, або має нескінченне число членів, але збігається до значення, відомого як стала Бруна.
Із факту, що сума значень, обернених до простих чисел, розбіжна, випливає, що існує нескінченно багато простих чисел. Оскільки сума значень, обернених до чисел-близнюків, збіжна, з цього результату неможливо зробити висновок, що існує нескінченно багато чисел-близнюків. Стала Бруна ірраціональна тільки в разі нескінченного числа чисел-близнюків.

## Числові оцінки
При обчисленні чисел-близнюків аж до 1014 (і виявленні при цьому помилки Pentium FDIV), Томас Р. Найслі евристично оцінив сталу Бруна приблизно рівною 1,902160578. На 18 січня 2010 Найслі розширив обчислення до 1,6× 1015, але це не було найбільше обчислення цього типу.
2002 року Паскаль Себа і Патрік Демішель використали всі числа-двійники аж до 1016 і отримали оцінку
B2 ≈ 1,902160583104.
Оцінка спирається на оцінку суми 1,830484424658… для чисел-близнюків, менших від 1016. Домінік Клайв показав (у неопублікованих тезах), що B2 < 2.1754 у припущенні, що істинна розширена гіпотеза Рімана.
Існує також стала Бруна для квадруплетів близнюків. Квадруплет простих чисел — це дві пари чисел-близнюків, відстань між якими 4 (найменша можлива відстань). Кілька квадруплетів — (5, 7, 11, 13), (11, 13, 17, 19), (101, 103, 107, 109). Стала Бруна для квадруплетів, що позначається B4, дорівнює сумі чисел, обернених до чисел у всіх квадруплетах:
{\displaystyle B_{4}=\left({\frac {1}{5}}+{\frac {1}{7}}+{\frac {1}{11}}+{\frac {1}{13}}\right)+\left({\frac {1}{11}}+{\frac {1}{13}}+{\frac {1}{17}}+{\frac {1}{19}}\right)+\left({\frac {1}{101}}+{\frac {1}{103}}+{\frac {1}{107}}+{\frac {1}{109}}\right)+\cdots }
І ця сума дорівнює
B4 = 0,87058 83800 ± 0,00000 00005, похибка має довірчий рівень 99 % (за Найслі).
Цю сталу не слід плутати зі сталою Бруна для споріднених простих чисел, пар простих чисел вигляду (p, p + 4), оскільки цю сталу теж позначають як B4.

## Подальші результати
Нехай {\displaystyle C_{2}=0,6601\ldots } (послідовність A005597 з Онлайн енциклопедії послідовностей цілих чисел, OEIS) — стала простих-близнюків. Є гіпотеза, що
{\displaystyle \pi _{2}(x)\sim 2C_{2}{\frac {x}{(\log x)^{2}}}.}
Зокрема,
{\displaystyle \pi _{2}(x)<(2C_{2}+\varepsilon ){\frac {x}{(\log x)^{2}}}}
для будь-якого {\displaystyle \varepsilon >0} і всіх досить великих x.
Багато особливих випадків, згаданих вище, доведено. Нещодавно Цзє У (Jie Wu) довів, що для досить великого x,
{\displaystyle \pi _{2}(x)<4,5{\frac {x}{(\log x)^{2}}}},
де 4,5 відповідає випадку {\displaystyle \varepsilon \approx 3,18} вище.

### У популярній культурі
Цифри сталої Бруна використано в заявці на $1 902 160 540 на патентному аукціоні Nortel. Заявка, яку опублікувала компанія Google, була однією з трьох заявок Google, заснованих на математичних сталих.